# レロイ (ノルウェーの企業)
レロイ（レロイ・シーフード・グループ、ノルウェー語: Lerøy Seafood Group ASA）は、ノルウェー・ベルゲンに本社を置く、世界有数の水産会社。世界10カ国以上に販売拠点を有し、80カ国以上にサーモンを中心とする魚介類食品を提供している。日本法人は日本レロイ株式会社。オスロ証券取引所上場企業（OSE: LSG）。

## 沿革
レロイのルーツは、1899年に漁師と農家を兼業していたオーレ・ミッケル・レーエン（Ole Mikkel Lerøen）がベルゲンの魚市場で鮮魚の販売を始めたことにあり、輸出へと徐々に手を拡げるなか、レーエンのもとで働いていたハルバルト・レロイとエリアス・フジェルトスタッド（Elias Fjeldstad）が、1939年に水産物の卸売および輸出を行うレロイ シーフード社（Lerøy Seafood AS）を設立した。会社は長く家族経営で営まれたが、1997年には同族経営を終了させ、2002年6月にレロイ・シーフード・グループとしてオスロ証券取引所に株式上場を行った。
株式上場後は、生産・加工を加えた総合水産事業者への脱皮を目的に企業買収を重ね、2003年8月にサーモン養殖会社のNye Midnor ASの株式を取得し傘下に加え、2011年10月にオランダの水産事業者Rode Beheer BV Groupの過半数の株式を買収、2016年にはトラウト（マス）生産事業者のHavfisk ASと白身魚生産事業者のNorway Seafoods Groupを相次いで買収した。
看板ブランドのオーロラサーモン®は、北極圏を中心とした高緯度地域で養殖されたサーモンであり、このほかノルウェー西部で養殖されたトラウトなどを世界各地に輸出・販売している。

## 日本法人
日本では、1990年代から主に生鮮水産物の輸入・販売が行われ、オーロラサーモン®の販売は2007年12月より開始。日本法人「日本レロイ株式会社」（Leroy Japan K.K.）は2009年に設立。